# Грубор, Петар
Петар Грубор Буздован (хорв. Petar Grubor Buzdovan; 8 октября 1902 — 18 января 1944) — югославский хорватский партизан, участник Народно-освободительной войны. Народный герой Югославии.

## Биография
Родился 8 октября 1902 в селе Брлошка-Дубрава близ Оточеца. Детство провёл в Войводине, где работал сапожником. Вступил в Союз коммунистической молодёжи Югославии, был активистом на фабрике кожевников, с 1927 года состоял в партии. После установления диктатуры Александра I Карагеоргиевича 6 января 1929 Петар стал участвовать в протестах, за что был арестован 14 января и приговорён 25 мая к 10 годам тюрьмы. Наказание отбывал в Сремской-Митровице и Лепоглаве, в начале 1941 года был освобождён и вступил в партийную организацию в Загребе.
После оккупации страны вступил в антифашистское подполье. Совместно с Стипе Угарковичем в городе Оточац стал набирать партизан. В декабре 1941 года получил должность руководителя групп НОАЮ в Лике при штабе НОАЮ. Осенью 1942 года возглавил Главный штаб НОАЮ в Хорватии. Погиб 18 января 1944 в бою с немцами. 20 декабря 1951 посмертно награждён званием Народного героя Югославии.